# پیش از عاشقی، حواست را جمع کن
پیش از عاشقی، حواست را جمع کن (انگلیسی: Look Before You Love) نام یک فیلم درام و کمدی بریتانیایی به کارگردانی هرولد هوث است که در سال ۱۹۴۸ ساخته و در سال ۱۹۴۹ میلادی منتشر شد.
داستان فیلم دربارهٔ زنی است که در سفارت انگلستان در برزیل کار می‌کند و عاشق مردی می‌شود؛ ولی چندی دیگر درمی‌یابد که وی، آدمی دائم‌الخمر و بی‌مصرف است و درگیرِ کارهای خلاف است.

## بازیگران
- مارگارت لاکوود
- گریفیث جونز
- نورمن وولند
- موریس دنهام
- ویولت فاربرودر
- فیلیس استنلی
- فردریک پایپر
- بروس ستون
- مایکل مِدوین
- پگی اونز